# Sajóörös
Sajóörös là một thị trấn thuộc hạt Borsod-Abaúj-Zemplén, Hungary. Thị trấn này có diện tích 8,44 km², dân số năm 2010 là 1314 người, mật độ 156 người/km².